# Eberhard von Kurowski (General, 1895)
Eberhard von Kurowski (* 10. September 1895 in Stettin; † 11. September 1957 in Stanzach) war ein deutscher Generalleutnant im Zweiten Weltkrieg.

## Leben
Kurowski trat mit Ausbruch des Ersten Weltkriegs am 2. August 1914 als Fahnenjunker in das 2. Garde-Regiment zu Fuß der Preußischen Armee ein. Bis Ende Oktober 115 wurde er zum Leutnant befördert. Für sein Verhalten während des Krieges wurden ihm beide Klassen des Eisernen Kreuzes und das Ritterkreuz des Königlichen Hausordens von Hohenzoller mit Schwertern verliehen. Nach dem Waffenstillstand von Compiègne trat Kurowski 1919 dem Freikorps „von Schauroth“ bei und kämpfte im Baltikum und im Grenzschutz Ost. Er wurde dann im April 1920 in die Reichswehr übernommen und absolvierte eine Generalstabsausbildung. In der Wehrmacht diente Kurowski im Stab der 21. Infanterie-Division, als Ia im XXI. Armeekorps und wurde 1940 Chef des Generalstabs des XXXX. Panzerkorps, ab Mai 1941 in 2. Panzerarmee umbenannt. Am 23. Januar 1942 erhielt er das Ritterkreuz des Eisernen Kreuzes. 1943 wurde Kurowski Kommandeur der 110. Infanterie-Division. Er geriet beim Zusammenbruch der Heeresgruppe Mitte in Folge der sowjetischen Operation Bagration 1944 in Kriegsgefangenschaft.
Er gehörte zu den fünfzig deutschen Generalen, die in sowjetischer Kriegsgefangenschaft am 8. Dezember 1944 den Aufruf der 50 Generäle An Volk und Wehrmacht unterschrieben, in dem die deutsche Bevölkerung und Armee zur Trennung von der NS-Führung sowie zur Beendigung des Krieges aufgefordert wurden.
1947 wurde Kurowski in Gomel als Kriegsverbrecher zu 25 Jahren Arbeitslager verurteilt; 1955 wurde er aus der Kriegsgefangenschaft nach Deutschland entlassen.